# 中国知網
中国知網（中国語：中国知网）とは、中国の主流な学術論文、雑誌データベースである。公式論文データベースの役割を果たしているものの、民間企業に当たる。正式名前は中国知識基礎設施工程（China National Knowledge Infrastructure，CNKI）。
中国で出版される学術雑誌をほぼ収録していて、大学院学位論文（修士、博士）も基本すべて収録される。また、論文の剽窃チェッカー、辞書、百科事典なども提供している。

## 運営
中国の清華大学グループの清華同方光盤株式会社 （Tsunghua Tongfang OpticalDisc Ltd．略称:TTOD）をはじめ、中国学術（光盤版）電子雑誌社、清華大学光盤国家工程研究センター、
清華同方電子出版社、清華同方教育技術研究院などが1999年7月からCNKI事業を開始した。主に2社が主導し、TTODがインターネットや閲覧システムなどの技術的な役割を担い、中国学術（光盤版）電子雑誌社が資料の収集・編集・校閲を担っている。
文献データのファイル形式は、cajとpdfである。pdfはAdobe Acrobat用の、cajはTTODが独自に開発したビューアーCAJViewer用のファイル形式である。
CNKIの利用方式は、インターネットアクセス方式、ローカルホスティング方式、DVD-ROM方式がある。
CNKI内には、4つのデータベースがあり、閲覧にはそれぞれのデータベースに対して、年間単位で利用料を払わないとならない。
- 中国学術雑誌全文データベース（China Academic Journal Full-Text Database 略称:CJFD）
- 中国重要新聞データベース（China Core Newspaper Database 略称:CCND）
- 中国博士・修士学位論文データベース（China Doctor/Master Dissertation Database 略称:CDMD）
- 中国重要会議論文集データベース（China Proceedings of Conferences Database 略称:CPCD）

## 歴史
1996年12月にCD-ROMの形式で出版。
1999年にオンライン版が提供された。
2016年、8年前に公開された文書を登録ユーザーに無料で提供することとした。
2021年12月7日、中南財経政法大学の元教授である趙徳信の論文を無断転載したことに対して賠償が命じられた。そのほか、2021年に有料の著作物を無料で無断転載したとして賠償を命じられている。
2022年までに、多くの大学や研究機関が高額な利用料から利用を停止した。
2022年5月13日、国家市場監督管理総局が高額な使用料の徴収に対して独占禁止法の疑いで調査を開始した。2022年12月26日に、独占禁止法57条及び59条に違反としたとして行政罰・是正勧告・罰金刑が課された。
2023年9月6日、個人情報、主要産業分野の重要データ、機密技術情報などの扱いに対して、インターネット安全法（サイバーセキュリティー法）などの違反で5000万元の罰金が課されることとなった。